# Barbara Bates
Barbara Bates, född 6 augusti 1925 i Denver, Colorado, död 18 mars 1969 i samma stad, var en amerikansk skådespelare och modell. Efter att ha arbetat som modell under 1940-talets första hälft blev hon upptäckt och fick kontrakt hos filmbolagen Warner Bros. och Twentieth Century Fox.

## Filmografi, urval
- 1948 – Junibruden
- 1949 – Tomtar på loftet
- 1950 – Allt om Eva
- 1950 – Dussinet fullt
- 1950 – I nöd och lust
- 1951 – Gift dej mamma
- 1952 – Härliga tider
- 1953 – Kuliga kumpaner